# Attaque de la mairie de Villa Unión
Guerre de la drogue au Mexique
Batailles
L'Attaque de la mairie de Villa Unión a lieu lors de la guerre de la drogue au Mexique. Le 30 novembre 2019, une fusillade a éclaté à Villa Unión, dans l'État de Coahuila au Mexique, entre un cartel, qui est présumé être le Cartel du nord-est, et la police. L'attaque est menée par un convoi de camionnettes armées appartenant aux forces du cartel. Ils ont ouvert le feu sur l'hôtel de ville de Villa Unión, cible de l'attaque, car il s'agit également du siège de la police de la ville, qui a été gravement endommagé. Des vidéos non vérifiées montrent des volutes de fumée qui montent de la ville. Des véhicules ont été volés et plusieurs civils ont été enlevés par le cartel lors de sa retraite. Dans les jours qui ont suivi, les forces de l’État de Coahuila ont pourchassé les membres du cartel responsables de l’attaque, et 7 de leurs tueurs à gage ont été tués le 1er décembre.

## Contexte
Depuis 2006, le Mexique est confronté à la guerre de la drogue. Depuis 2016, la situation de la guerre de la drogue empire. 2018 a été une année record en termes d'homicides, dont la plupart liés à cette guerre. Et à la mi-2019, le record de 2018 était déjà battu. La Garde nationale du Mexique a été créée en 2019 pour pouvoir mieux gérer la crise, en réunissant différents services de police pour mieux les coordonner, et en limitant les intermédiaires afin de limiter les risques de corruption.
2019 connaît plusieurs tueries de masses liées à la guerre de la drogue. Dans l’État de Veracruz, en avril, des hommes lourdement armés massacrent une famille en tirant sur les invités d’une fête d’anniversaire qui avait lieu dans un restaurant de Minatitlán, tuant 14 personnes dont un bébé. Toujours dans l’État de Veracruz, durant la nuit du 27 au 28 août, le Cartel de Jalisco Nueva Generación incendie volontairement un club de strip-tease, provoquant 30 morts.
En plus de cet État, qui connaît une augmentation de la violence car le Cartel de Jalisco Nueva Generación et les Zetas s'y affrontent pour avoir accès aux ports pour exporter la drogue - et tout ce qu'ils trafiquent de manière générale - le nord du Mexique est également confronté à une augmentation de la violence pour la même raison, à savoir le contrôle des zones proches de la Frontière entre les États-Unis et le Mexique, pour pouvoir trafiquer avec les États-Unis. Ainsi, le 4 novembre, la famille LeBaron est massacrée dans la Sierra Madre occidentale, à la frontière entre les États de Sonora et de Chihuahua, pris par erreur par La Línea (alliés du Cartel de Juárez) pour un cartel rival. Dans la nuit du 6 au 7 novembre, des affrontements éclateront dans tout l’État de Chihuahua entre Los Mexicles (alliés locaux du Cartel de Sinaloa), le Cartel de Juárez ou un de ses alliés locaux, et les forces de l'ordre mexicaines, qui causeront 38 morts. Cependant, Villa Unión avait été épargnée jusque-là par les violences liées au narcotrafic.
De plus, les cartels sont assez puissants pour affronter frontalement les forces de l'ordre mexicaine. Ainsi, en octobre, des violents combats avaient éclatés à Culiacán entre celles-ci et le Cartel de Sinaloa après l'arrestation d'un de ses chefs, qui avaient mis la ville à feu et à sang, et qui ont été remportés par le cartel avec sa libération. Depuis, plusieurs cartels se considèrent en guerre directement contre le gouvernement mexicain, et n'hésitent plus à l'attaquer directement
En 2019, huit groupes criminels ont fait sécession des Zetas (appelés "Zetas Vieja Generación" ou "Zetas Vieille Génération" par opposition à ces groupes). Le Cartel du nord-est est l'un d'entre-eux. La division exacte à l'intérieur du cartel qui a attaqué Villa Unión, La Tropa del Infierno (littéralement La Troupe de l'Enfer), considérée comme l'unité de choc du cartel, s'est fait connaître en août en tuant 7 policiers d'élite, dont un par décapitation. La lutte contre le Cartel du Nord-est avait provoqué une polémique au Mexique en septembre 2019, lorsque la police de l’État de Tamaulipas avait exécuté de manière extra-judiciaire 8 membres présumés du cartel le 5 septembre 2019, mais les autorités fédérales estiment que les événements du 5 septembre et du 1er décembre ne sont pas comparables, car durant les 30 novembre et 1er décembre les sicaires du cartel ont attaqué en premier.

## Déroulement des événements
Le 30 novembre 2019, aux alentours de 11h30, entre 50 et 60 hommes armés, provenant de Nuevo Laredo dans l’État de Tamaulipas, arrivent à Villa Unión à bord de pick-up portant le logo du Cartel du nord-est. Arrivés aux abords de la mairie, ils ouvrent le feu dessus, et continuent en tirant jusqu'au siège du gouverneur de Coahuila, ce qui touche une quarantaine de maisons au passage. Une quinzaine de policiers, déjà présents sur place, riposte immédiatement. Les guides qui travaillaient pour le cartel se dispersent alors, et les tueurs à gage prennent des employés de la mairie en otage pour couvrir leur future fuite. Cependant, des renforts policiers, des polices de Coahuila et fédérale, encerclant les membres du cartel.
Les affrontements durent une heure avant que les sicaires ne brisent l'encerclement. Une course-poursuite s'engage alors entre eux et la police, au terme de laquelle les survivants du cartel parviennent à quitter la ville. Pour y arriver, certains volent des véhicules. A ce stade, les combats ont provoqué la mort de 10 membres du cartel, 4 policiers et 2 otages,.
Durant les 24 heures suivantes, c'est-à-dire le reste de la journée du 30 novembre et le matin du 1er décembre, des éléments de la police fédérale et de l'Armée mexicaine traquent les membres du cartel en fuite, afin de capturer les responsables de l'attaque et de sauver les otages. Ils sont retrouvés le 1er décembre, et un nouveau combat s'engage alors, aux termes duquel plusieurs membres du cartel sont abattus (7 meurent sur place) ou blessés mortellement (au moins 3 meurent de leurs blessures les deux jours suivant), dix sont arrêtés, et où cinq otages sont sauvés. Les forces de l'ordre mexicaines saisissent plus de 14 armes et leurs munitions, 18 véhicules du cartel, et récupèrent 4 autres qu'ils avaient volés.

## Bilan humain
A l'après-midi du 1er décembre, le bilan était de 20 morts. Après la mort de 3 membres du cartel des suites de leurs blessures, le bilan était de 23 morts, au 3 décembre. Dans le détail :
|                    | Morts    | Blessés   | Prisonniers                                        | Autres                                                                                    |
| ------------------ | -------- | --------- | -------------------------------------------------- | ----------------------------------------------------------------------------------------- |
| Polices mexicaines | 4 morts  | 6 blessés |                                                    | Gros dégâts matériels sur les bâtiments de la mairie et du siège de la police municipale. |
| Cartel du nord-est | 17 morts |           | 10 membres arrêtés                                 | 18 véhicules du cartel saisi 4 véhicules volés rendus                                     |
| Civils non-armés   | 2 morts  | 4 blessés | Au moins 7 otages dont : - les 2 morts - 5 libérés |                                                                                           |
| Total              | 23 morts |           |                                                    |                                                                                           |

Parmi les membres du cartel morts durant les combats, l'on peut noter la présence d'un individu surnommé "Juanito Pistolas" ("le petit Juan aux pistolets") par le Cartel du nord-est ou "El niño sicario" ("l'enfant tueur à gage") par les médias mexicains, mort à 16 ans, qui était connu pour avoir rejoint volontairement les Zetas à l'âge de 13 ans.

## Enquête
10 membres du cartel ont été arrêtés. Lors de leur interrogatoire, ils ont déclaré que l'intention du Cartel du nord-est était de « pénétrer dans Villa Unión et de frapper un grand coup » en attaquant l'hôtel de ville et le siège de la police municipale afin d'envoyer un « message d’avertissement » au gouverneur de Coahuila Miguel Angel Riquelme, avant de retourner à Nuevo Laredo, en dehors de l’État de Cohauila,. Ils avaient engagé des guides pour leur montrer les meilleurs chemins de repli, mais ceux-ci s'étant dispersés dès le début des combats, la prise d'otage d'employés de la mairie a servi de plan B pour couvrir la fuite du cartel.

## Conséquences
Avec la recrudescence des violences dans le nord du Mexique, qui s'est traduit par l'attaque contre Villa Unión, réactive le flux de réfugiés qui essayent de se rendre aux États-Unis pour fuir les combats et les recrutements forcés par les cartels. Il s'agit d'un phénomène déjà observé de 2010 à 2013, lorsqu'une guerre intestine entre les Zetas et une vague d'extorsions et d'enlèvements qui l'accompagnaient avaient déjà créé un premier flux de réfugiés. Cependant, à la différence de 2010-2013, en 2019 plus de réfugiés mexicains préfèrent se présenter aux postes-frontières et demander légalement l'asile que de rentrer illégalement sur le territoire américain. Le flux de réfugiés a commencé un peu avant l'attaque, quand plusieurs familles mormones ont commencé à quitter l’État de Chihuahua pour aller aux États-Unis après le massacre de la famille LeBaron, mais l'attaque du Cartel du nord-Est l'a intensifié.